# Via di Stalloreggi
Via di Stalloreggi è uno degli assi portanti dell'urbanistica di Siena, tra le strade principali del Terzo di Città.

## Storia e descrizione
Il nome è una contrazione di Stalla stabulum regis, quando nella zona si trovavano appunto le stalle reali della corte longobarda. Ricca di architetture antiche, la via si caratterizza per numerosi resti di torri in pietra, come quella ai numeri 14-16, con due bifore. 
A metà vi si apre la piazza del Conte, cuore della contrada della Pantera.
Tra i palazzi, al 43 il palazzo dei Bisdomini, dell'inizio del Duecento, e poco oltre la casa Bambagini Galletti, sulla cui facciata si trova il tabernacolo della Madonna del Corvo con una Pietà affrescata dal Sodoma: qui vuole la tradizione popolare che morì il corvo veicolante in città il primo germe della terribile pestilenza del 1348.
Al 91-93 si trova la casa in cui Duccio di Buoninsegna dipinse la Maestà del Duomo di Siena: da qui partì la solenne processione che nel 1311 accompagnò il polittico in cattedrale. 
La via termina con l'Arco delle Due Porte, appartenente alla cerchia dell'XI secolo. La prosecuzione della via, oltre la piazzetta delle Due Porte e il pian dei Mantellini, era anticamente detto "Stalloreggi di Fuori" (oggi via Paolo Mascagni), ed era la spina del borgo formatosi lungo la strada che usciva dalle mura. Protetta a sua volta dalla cinta trecentesca, questa zona era detta il "Laterino", cioè a lato della Città (Castelvecchio), che terminava a Porta Laterina.